# إيرين هيرنانديز دي جيسوس
إيرين هيرنانديز دي جيسوس (20 أكتوبر 1958 - 4 أبريل 2021) كان مدرس وناشط وسياسي مكسيكي. كانت رائدة ورئيسة المشاركة السياسية للمرأة في منطقة ميكسي في أواكساكا في المكسيك.
توفيت هيرنانديز دي خيسوس في 4 أبريل 2021 عن عمر يناهز 62 عامًا.